# Pepe Peregil
 José Pérez Blanco (Manzanilla (Huelva), 5 de enero de 1945 – Sevilla, 27 de enero de 2012), conocido artísticamente como Peregil, fue un cantaor flamenco, sobre todo saetero y hostelero-tabernero de Sevilla.

## Biografía
Tomó su apodo como homenaje a su abuelo, que se apellidaba Pérez Gil.
Siendo muy joven se trasladó a Sevilla, quedando prendado de las tradiciones de la ciudad, la Feria y la Semana Santa.
En el año 1970 publicó el que sería su primer disco con el título “Flamenco 70”, ganando en distintos concursos a los que se presentó.
Regentaba una conocida taberna en el centro de Sevilla, cuyo nombre es Quitapesares.
Con la ayuda del escritor Joaquín Arbide, publicó un libro en mayo del año 2003 con el título Ocurrencias de Pepe Peregil
Estuvo casado con Mari Medina, con la que tuvo tres hijos, José Juan, Álvaro y Macarena. 

## Enfermedad y Fallecimiento
En el año 2011 se le detectó un cáncer de páncreas.
Falleció el 27 de enero de 2012 a los 67 años en el Hospital universitario Virgen del Rocío de Sevilla

## Reconocimientos
El Ayuntamiento de Sevilla, en reconocimiento a la difusión del nombre de Sevilla, le concedió en el año 2009 la Medalla de Oro de la Ciudad en el teatro Lope de Vega. Su localidad de nacimiento, Manzanilla, le hizo Hijo Predilecto el 28 de febrero de 2012.
El 19 de marzo de 2014, se inauguró en Sevilla un monumento en su honor, situado frente a la taberna que regentó. Es obra del escultor e imaginero José Antonio Navarro Arteaga.